# Diennes-Aubigny
Diennes-Aubigny è un comune francese di 112 abitanti situato nel dipartimento della Nièvre nella regione della Borgogna-Franca Contea.

## Società

### Evoluzione demografica
Abitanti censiti